# San Marco (Tzanes)
San Marco è un'icona a tempera e oro su tavola di Emmanuel Tzanes realizzata nel 1657 e conservata nel Museo Benaki di Atene in Grecia.

## Descrizione
L'opera perzenta il pavimento ricorda quelli del Damasceno infatti sia l'Ultima Cena che le Nozze di Cana presentavano pavimenti piastrellati in modo simile. Il pavimento consente agli spettatori di stabilire visivamente il primo piano, la via di mezzo e lo sfondo.
San Marco siede sul suo leone e tiene un libro aperto nella mano sinistra e una penna d'oca nella destra. Il pittore utilizza colori accesi seguendo la tecnica cangiante italiana. 
La veste blu scuro del Santo oscilla a mezz'aria mentre guarda alla sua sinistra pensando la storia di Gesù. La sua veste è dipinta con colori scuri e azzurri. Il pittore crea la perfetta illusione delle ombre. La sua camicia arancione brillante si piega naturalmente. Il pittore aggiunge a Marco caratteristiche anatomiche umane, le sue vene sono chiaramente visibili. Il volto di Marco guarda nello spazio e il pittore esprime chiaramente i lineamenti del suo viso. Il naso, la bocca e gli occhi sembrano stabilire lo spazio. Le pennellate della sua barba stabiliscono chiaramente linee e contorni. Il pittore rivela chiaramente le sue onde di capelli.
Nell'angolo in alto a destra, la mano di Dio benedice l'evangelista. La nuvola è dipinta con dettagli. Alla nostra sinistra sono presenti una colonna e un arco i quali sono dipinti con linee e forme chiare. C'è una piccola libreria sotto la colonna e l'arco e all'interno sono visibili un piccolo barattolo di inchiostro e un libro. Il leone è dipinto molto dettagliatamente e la sua crimiera è ben visibile riccia e ondulata; la pelliccia è distinguibile dal resto del suo pelo. I suoi artigli, accuratamente dipinti, sono vicini al piede dell'evangelista. Il leone ha un'espressione maestosa sul volto mentre tiene un libro aperto con lettere greche.